# أحمد هايل
أحمد هايل هو لاعب كرة قدم أردني سابق من الطرة من مواليد عام 1983 لعب لعدة أندية منها النادي الفيصلي الأردني وقد كان أيضاً ضمن تشكيلة المنتخب الوطني الأردني. ويعمل حاليا كمدرب للمنتخب الأردني الأولمبي.

## حياته
ينحدر أحمد هايل من إحدى عشائر شمال الأردن، وهي عشيرة الدرابسة والتي تقطن مدينة الطرة.

## المسيرة الكروية
بدأ مسيرته الكروية مع نادي الطرة أحد اندية الدرجة الثانية حالياً، قبل أن ينتقل إلى صفوف الرمثا في عام 2005، ليسطع نجمه بشكل كبير، فينتقل بعدها لصفوف نادي الجزيرة لموسمين، وبعدها انتقل هايل لصفوف الفجيرة الإماراتي لموسمين، وأخيراً لعب بصفوف الجيش السوري بالموسم الماضي قبل أن يتم فسخ العقد بالتراضي بين الطرفين. وانتقل بعدها إلى النادي الفيصلي
احمد هايل يلعب في مركز الهجوم، وشارك منتخب بلاده الأردن وناديه «الفيصلي» في بعض المناسبات المختلفة، ويعد هايل هداف مميز على صعيد الأردن ودائماً ما يسجل الأهداف المؤثرة والحاسمة.وحصل على لقب هداف الدوري لعام 2011-2012 ونال مع النادي الفيصلي في موسم 2011 - 2012 لقبي الدوري و كأس الأردن .
من أهم اهدافه هدفه في اليابان الذي أعطى منتخب الأردن الأمل في المنافسة في تصفيات كأس العالم لكرة القدم 2014. 

## روابط خارجية
- أحمد هايل على موقع الاتحاد الدولي (مؤرشف)  (الإنجليزية)
- أحمد هايل على موقع قاعدة بيانات كرة القدم.إي يو (الإنجليزية)
- أحمد هايل على موقع ناشيونال فوتبول تيمز (الإنجليزية)
- أحمد هايل على موقع Soccerway.com (الإنجليزية)
- أحمد هايل على موقع كووورة